# آرکا (موسیقی‌دان)
الخاندرا گرسی رودریگز (به انگلیسی: Alejandra Ghersi Rodríguez؛ زادهٔ ۱۴ اکتبر ۱۹۸۹) که بیشتر با نام هنری آرکا (به انگلیسی: Arca) شناخته می‌شود، موسیقی‌دان و تهیه‌کنندهٔ موسیقی ونزوئلایی اهل بارسلون، اسپانیا می‌باشد.
او یک زن ترنس است.